# Relations entre l'Espagne et le Portugal
Les relations entre l'Espagne et le Portugal sont des relations internationales s'exerçant au sein de l'Union européenne entre deux États membres de l'Union, le royaume d'Espagne et la République portugaise. Les deux pays sont membres à part entière de l'Organisation du traité de l'Atlantique nord (OTAN), de l'Organisation des États ibéro-américains (OEI) et de la zone euro. Bien que les relations soient généralement très bonnes, il existe deux contentieux territoriaux mineurs non résolus.

## Histoire
Le Portugal retrouve son indépendance vis-à-vis de l'Espagne au XVIIe siècle.
Dans les années 1930 et 1940, la propagande phalangiste représentait fréquemment la péninsule ibérique unie, englobant le Portugal dans l'Espagne. 
Le Pacte Ibérique signé le 17 mars 1939 par le président du Conseil, António de Oliveira Salazar, et le frère de Franco, chef de l'État espagnol : Nicolás Franco Bahamonde, ambassadeur d'Espagne entérine la reconnaissance par les deux pays de leurs frontières respectives, l'instauration de relations d'amitié et l'engagement de consultations diverses ; le traité consacre de manière implicite une communauté d'intérêt et un pacte entre deux régimes qui étaient proches idéologiquement.
A la chute des deux régimes, un traité d'amitié et de coopération entre l'Espagne et le Portugal est signé en 1977 par les gouvernements de Lisbonne et de Madrid ; celui-ci vise au développement parallèle de l'Espagne et du Portugal en tant que démocraties et a permis d’accélérer le développement des relations politiques, commerciales et culturelles entre les deux pays. Au niveau européen, l'objectif commun d'adhésion à la Communauté économique européenne (future Union européenne) sera atteint une décennie plus tard et l'Espagne intègre l'OTAN en 1982.
Un nouveau traité d'amitié et de coopération est signé le 28 octobre 2021 lors du sommet ibérique de Trujillo, dans l'Estrémadure espagnole, par les premiers ministres António Costa et Pedro Sánchez et renouvelle formellement la coopération entre les deux pays.

## Relations contemporaines
Les relations étrangères entre le Portugal et l'Espagne sont bonnes. Ces deux pays coopèrent dans la lutte contre le trafic de drogues et dans le combat des feux de forêt (très fréquents dans la péninsule Ibérique durant l'été). Ces relations très proches sont rendues plus faciles par la coïncidence de gouvernements aux attributs semblables à la tête de chaque pays : citons ainsi le gouvernement conservateur du Premier ministre José María Aznar dont la tenure coïncidait avec le gouvernement lui aussi conservateur de José Manuel Durão Barroso au Portugal; ou ensuite celui de José Luis Rodríguez Zapatero (espagnol) et José Sócrates (portugais) tous deux de mouvance socialiste.

## Conflits de possessions territoriales

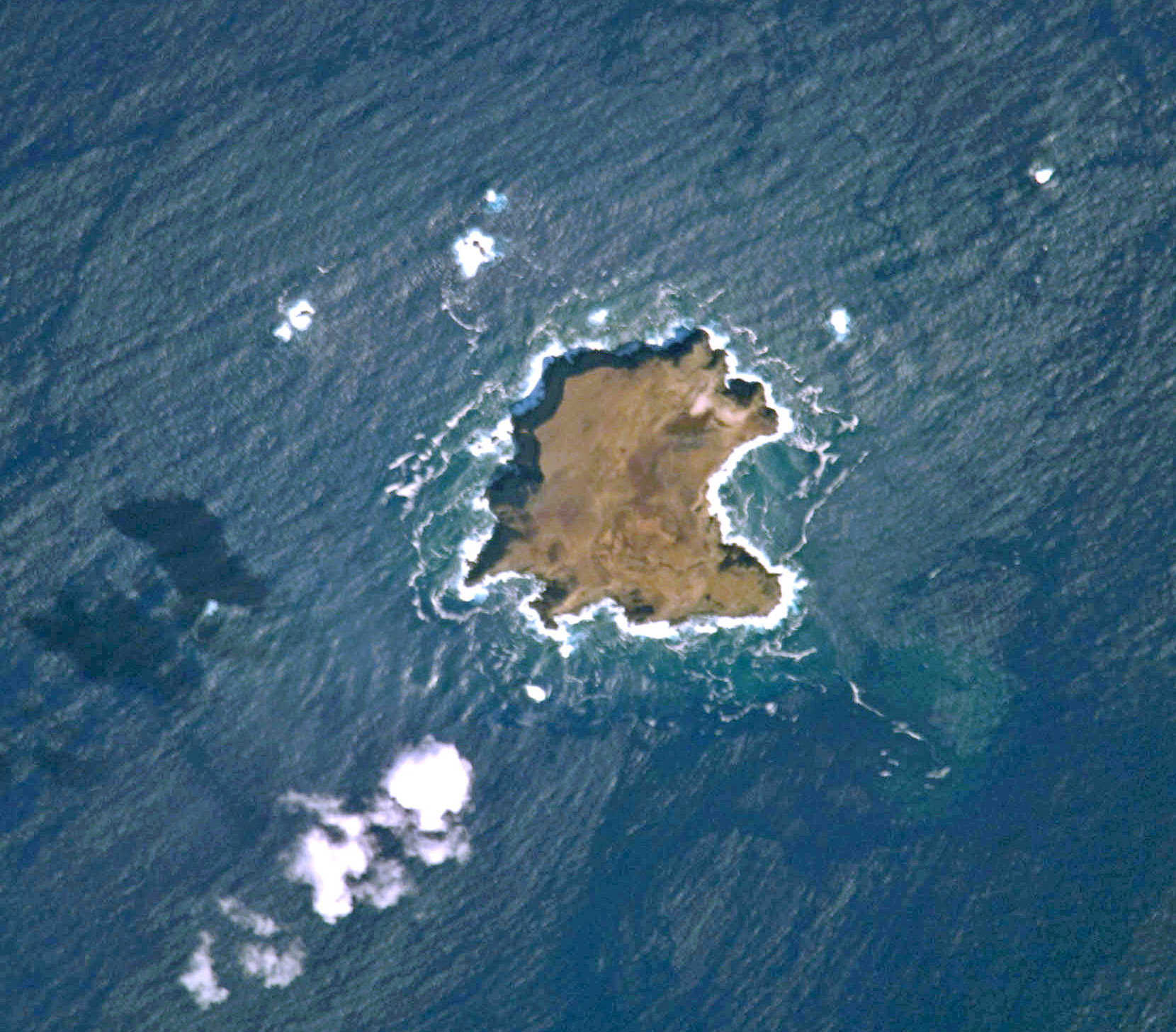
Image satellite de Selvagem Grande, plus grande île de l'archipel des Îles Selvagens.

Il existe un conflit territorial qui n'a pas encore été résolu en ce qui concerne la municipalité d'Olivenza et de la commune avoisinante de  Táliga, toutes deux administrées par la Province de Badajoz, appartenant à la Communauté Autonome d'Extremadure. Le Portugal ne reconnait pas la souveraineté de l'Espagne sur ces territoires qui ont été acquis par l'Espagne à l'occasion de la Guerre des Oranges en 1801. Ce n'est pas un sujet qui occupe les préoccupations principales du gouvernement portugais, mais il faut cependant remarquer que ne figure jamais sur les cartes officielles de frontière au niveau de ces territoires.
Il existe également un conflit non clarifié au sujet de la zone économique exclusive du Portugal dans les eaux territoriales des îles Selvagens (un petit archipel au nord des îles Canaries), sous autorité portugaise. L'Espagne les réclame au titre que ces dernières ne se trouvent pas sur une plaque continentale distincte, en accord avec l'article 121 de la Convention des Nations unies sur le droit de la mer. Le statut des îles Salvagens en tant que simples rochers ou au contraire d'îles est donc au cœur du débat. Ces îles constituent aujourd'hui une réserve naturelle dont les seuls résidents sont deux gardes du parc naturel de Madère. Année après année, les autorités portugaises ont saisi des bateaux de pêche espagnols naviguant dans ces zones pour cause de pêche illégale.